# Евтушенко, Вадим Анатольевич
Вади́м Анато́льевич Евтуше́нко (укр. Вадим Анатолійович Євтушенко; род. 1 января 1958, Пятихатки, Днепропетровская область) — советский и украинский футболист, тренер. В прошлом — нападающий киевского «Динамо».
Мастер спорта СССР международного класса (1986). Заслуженный мастер спорта СССР (1986).
Окончил Кировградский педагогический институт. С августа 2010 года (с перерывами) — эксперт телеканала «Футбол».

## Биография

### Клубная карьера
С 1968 года занимался в местной футбольной школе города Пятихатки.
В 1977 году перешёл в любительскую команду города Кировограда «Буревестник». Там его заметили тренеры кировоградской «Звезды», игравшей в второй лиге чемпионата СССР. Забив за команду 11 голов, что для полузащитника было приличным результатом, привлёк внимание селекционеров киевского «Динамо».
В «Динамо» (Киев) под руководством Валерия Лобановского достиг наилучших результатов в карьере игрока. Стал четырёхкратным чемпионом СССР и трёхкратным обладателем Кубка СССР.
В 1986 году вместе с командой завоевал Кубок кубков УЕФА, за что был награждён званием заслуженного мастера спорта СССР. Когда в команду пришли более молодые игроки Протасов и Литовченко, перестал попадать в основу и перешёл в «Днепр», с которым стал чемпионом СССР в пятый раз. Однако новая команда Евтушенко не понравилась (жизнь на базе, без семьи), и он вернулся в Киев. Вскоре игроку поступило приглашение из Швеции, которое он принял.
Первоначально на Евтушенко рассчитывал шведский «Хаммарбю», но у команды не нашлось достаточной суммы на оплату перехода футболиста. В итоге, Евтушенко переуступили АИКу. В Швеции выступал очень успешно — помог АИКу в 1992 году, после 55-летнего перерыва, стать чемпионом страны.
В АИКе, выступая на позиции центрального полузащитника, был в числе лучших бомбардиров, определял игру команды, был любимцем болельщиков. Последние заступились за Евтушенко, когда выяснилось, что по законодательству Швеции он не может играть в стране более 4-х лет и вынужден вновь оформлять вид на жительство. В декабре 1992 года правление иммиграционной службы Швеции вынесло решение, по которому футболист мог оставаться в стране до тех пор, пока действует его контракт с АИКом. Тем самым, они помогли футболисту продолжить карьеру в Швеции.
В 1994 перешёл в клуб 1-й лиги «Сириус Упсала», где через два года и завершил игровую карьеру.

### Карьера в сборной
15 июня 1980 дебютировал в составе сборной СССР, в игре против сборной Бразилии, завершившейся победой советской команды со счётом 2:1. Всего в составе сборной провёл 12 игр, забил 1 гол. Участник чемпионата мира 1986.

### Тренерская карьера
После окончания карьеры игрока перешёл на тренерскую работу. Сначала пришлось работать помощником тренера, поскольку, несмотря на заслуги игрока, доверия к тренеру-иностранцу не было. Более того, тренерская работа была не основным местом работы — большую часть времени отдавал работе экономиста в филиале японской туристической фирмы.
В 1996 работал с командой 4-го дивизиона «Реймерсхольм». В 1997—1999 был 2-м тренером клуба высшей лиги «Хаммарбю», помог команде в 1998 стать бронзовым призёром чемпионата Швеции. С 2001 года возглавлял команду второго шведского дивизиона «Валста Сирианска».

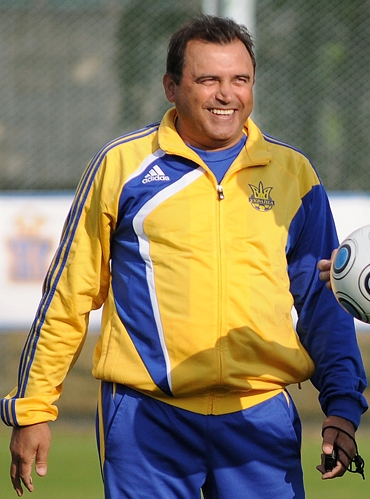
Вадим Евтушенко в 2009 году

В 2008 году вернулся на Украину, год работал ассистентом главного тренера национальной сборной страны Алексея Михайличенко.
В декабре 2011 года Вадим Евтушенко был назначен главным тренером клуба «Звезда» (Кировоград).
7 июня 2012 года возглавил полтавскую «Ворсклу», подписав трёхлетний контракт. На этом посту он сменил Николая Павлова, который стал главным тренером мариупольского «Ильичёвца». Евтушенко также привёл с собой тренеров Александра Гуменюка и Станислава Бабенко, которые работали вместе с ним в «Звезде». Руководство «Ворсклы» поставила перед Вадимом Евтушенко задачу попасть в Лигу Европы.15 августа 2012 года отправлен в отставку. В дальнейшем работал футбольным экспертом на телевидении.
15 декабря 2014 года назначен главным тренером «Динамо-2» (Киев), выступающего в первой лиге Украины. Вторую динамовскую команду тренировал до её расформирования в июне 2016 года.
С 27 ноября 2016 года по 8 июня 2017 года был главным тренером клуба Первой лиги «Черкасский Днепр».
15 августа 2019 года стал ассистентом главного тренера киевского «Динамо» Алексея Михайличенко, вместе с которым ранее работал в сборной Украины.
23 февраля 2021 года стал главным тренером и директором херсонского клуба Первой Лиги «Кристалл»

## Семья
Жена Ирина, родом из Кировограда.
Сыновья Вячеслав (26 июля 1981) и Вадим (1 марта 1984) тоже стали футболистами и играли за шведские клубы.
Внуки Николас (14 января 2010; сын Вадима), Мила и Альма (дочки Вячеслава)

## Достижения

### Командные
«Динамо» (Киев)
- Чемпион СССР (4): 1980, 1981, 1985, 1986
- Обладатель Кубка СССР (3): 1982, 1985, 1987
- Обладатель Суперкубка СССР (3): 1981, 1986, 1987
- Обладатель Кубка обладателей Кубков УЕФА: 1986
- Финалист Суперкубка УЕФА: 1986

«Днепр»
- Чемпион СССР: 1988
- Обладатель Кубка СССР: 1989

«АИК»
- Чемпион Швеции: 1992

### Личные
- В списках лучших футболистов Украинской ССР[укр.] (4): № 2 (1982, 1985), № 3 (1983, 1984)
- В списках 33 лучших футболистов сезона в СССР (2): № 2 (1982), № 3 (1986)
- Член клуба Григория Федотова («Футбол»): 110 голов
- Член Клуба Олега Блохина: 119 голов[18]
- Орден «За заслуги» ІІІ степени (2016)[19]

## Клубная карьера
| Клуб             | Сезон              | Чемпионат | Чемпионат | Кубок/Суперкубок | Кубок/Суперкубок | Еврокубки | Еврокубки | Всего | Всего |
| Клуб             | Сезон              | Матчи     | Голы      | Матчи            | Голы             | Матчи     | Голы      | Матчи | Голы  |
| ---------------- | ------------------ | --------- | --------- | ---------------- | ---------------- | --------- | --------- | ----- | ----- |
| Звезда (К)       | 1979, 2-я лига     | 46        | 11        | 0                | 0                | 0         | 0         | 46    | 11    |
| Динамо (К)       | 1980               | 31        | 7         | 7                | 2                | 2         | 0         | 40    | 9     |
| Динамо (К)       | 1981               | 30        | 8         | 3                | 0                | 4         | 0         | 37    | 8     |
| Динамо (К)       | 1982               | 25        | 9         | 3                | 1                | 3         | 0         | 31    | 10    |
| Динамо (К)       | 1983               | 29        | 11        | 1                | 1                | 4         | 1         | 34    | 13    |
| Динамо (К)       | 1984               | 32        | 5         | 4                | 2                | 0         | 0         | 36    | 7     |
| Динамо (К)       | 1985               | 22        | 10        | 4                | 1                | 4         | 1         | 30    | 12    |
| Динамо (К)       | 1986               | 27        | 6         | 2/1              | 0/1              | 9         | 4         | 39    | 11    |
| Динамо (К)       | 1987               | 28        | 3         | 7                | 0                | 6         | 3         | 41    | 6     |
| Днепр (Дн)       | 1988               | 20        | 0         | 4                | 1                | 1         | 0         | 25    | 1     |
| АИК              | 1989               | 21        | 2         | 1                | 0                | 0         | 0         | 22    | 2     |
| АИК              | 1990               | 21        | 3         | 1                | 2                | 0         | 0         | 22    | 5     |
| АИК              | 1991               | 27        | 8         | 5                | 1                | 0         | 0         | 33    | 9     |
| АИК              | 1992               | 28        | 14        | 1                | 0                | 1         | 1         | 31    | 15    |
| АИК              | 1993               | 25        | 3         | 3                | 4                | 2         | 0         | 29    | 7     |
| Сириус Упсала    | 1994, 2-й дивизион | 21        | 8         | ?                | ?                | 0         | 0         | ?     | ?     |
| Сириус Упсала    | 1995, 2-й дивизион | 18        | 1         | ?                | ?                | 0         | 0         | ?     | ?     |
| Всего за карьеру | Всего за карьеру   | 451       | 109       | ?                | ?                | 36        | 10        | ?     | ?     |